# Francófonos de Columbia Británica

Bandera de francófonos de la Columbia Británica.

Los francófonos de Columbia Británica son los hablantes de francés de la provincia canadiense de Columbia Británica.

## Personalidad franco-columbobritánicos
- Gilbert Brulé, jugator profesional de hockey.
- Greg Moore, piloto de monoplazas.
- Denise Savoie, política
- Emmanuelle Vaugier, actor.